# Porto Rico
Porto Rico là một đô thị thuộc bang Paraná, Brasil. Đô thị này có diện tích 217,677 km², dân số năm 2007 là 2526 người, mật độ 9,5 người/km².